# Campeonato Chileno de Futebol Feminino de 2011
O Campeonato Chileno de Futebol Feminino de 2011 é 4ª edição deste torneio. Foi dividido em Apertura e Clausura. Esse torneio é organizado pela ANFP. O Colo-Colo foi o campeão da Apertura e  Clausura.

## Equipes Participantes
- Audax Italiano
- Cobreloa
- Cobresal
- Colo-Colo
- Coquimbo Unido
- Deportes La Serena
- Curicó Unido
- Deportes Melipilla
- Santiago Wanderers
- Unión Española
- Universidad Católica
- Universidad de Chile
- Everton
- Ñublense
- Palestino
- San Marcos de Arica

## Torneo Apertura

### Classificação
| 1  | Colo-Colo            | 43 | 15 | 14 | 1 | 0  | 190 | 4   | +186 |
| 2  | Cobreloa             | 39 | 15 | 13 | 0 | 2  | 80  | 17  | +63  |
| 3  | Everton              | 37 | 13 | 12 | 1 | 0  | 116 | 6   | +110 |
| 4  | Universidad de Chile | 33 | 15 | 11 | 0 | 4  | 74  | 35  | +39  |
| 5  | Audax Italiano       | 33 | 15 | 11 | 0 | 4  | 73  | 41  | +32  |
| 6  | Universidad Católica | 30 | 15 | 10 | 0 | 5  | 45  | 38  | +7   |
| 7  | Ñublense             | 25 | 15 | 8  | 1 | 6  | 49  | 39  | +10  |
| 8  | Santiago Wanderers   | 19 | 14 | 6  | 1 | 7  | 39  | 34  | +5   |
| 9  | San Marcos de Arica  | 16 | 14 | 5  | 1 | 8  | 34  | 60  | -26  |
| 10 | Santiago Morning     | 16 | 14 | 5  | 1 | 8  | 25  | 65  | -40  |
| 11 | Unión Española       | 14 | 13 | 4  | 2 | 7  | 25  | 54  | -29  |
| 12 | Cobresal             | 12 | 15 | 3  | 3 | 9  | 17  | 62  | -45  |
| 13 | Deportes La Serena   | 8  | 15 | 2  | 2 | 11 | 18  | 97  | -79  |
| 14 | Curicó Unido         | 7  | 14 | 2  | 1 | 11 | 17  | 72  | -55  |
| 15 | Palestino            | 5  | 15 | 1  | 2 | 12 | 24  | 95  | -71  |
| 16 | Coquimbo Unido       | 0  | 13 | 0  | 0 | 13 | 8   | 115 | -107 |

|  |                                      |
|  | Classificado à Libertadores de 2012. |

| Torneo Apertura 2011                          |
| Chile                                         |
| --------------------------------------------- |
| Club Social y Deportivo Colo-Colo (2º título) |

### Artilharia
| Gols | Jogador       | Time    |
| ---- | ------------- | ------- |
| 65   | Valeska Arias | Everton |

## Torneo Clausura

### Classificação
| 1  | Colo-Colo            | 40 | 14 | 13 | 1 | 0  | 152 | 1  | +151 |
| 2  | Everton              | 34 | 14 | 12 | 1 | 1  | 83  | 8  | +75  |
| 3  | Cobreloa             | 32 | 14 | 10 | 2 | 2  | 54  | 18 | +36  |
| 4  | Santiago Wanderers   | 30 | 14 | 9  | 3 | 2  | 46  | 29 | +17  |
| 5  | Universidad de Chile | 25 | 14 | 8  | 1 | 5  | 53  | 46 | +7   |
| 6  | Unión Española       | 25 | 14 | 8  | 1 | 5  | 28  | 26 | +2   |
| 7  | San Marcos de Arica  | 22 | 14 | 7  | 1 | 6  | 39  | 41 | -2   |
| 8  | Audax Italiano       | 21 | 14 | 6  | 3 | 5  | 41  | 46 | -5   |
| 9  | Universidad Católica | 19 | 14 | 7  | 1 | 6  | 31  | 55 | -24  |
| 10 | Ñublense             | 14 | 14 | 4  | 2 | 8  | 24  | 34 | -10  |
| 11 | Santiago Morning     | 12 | 14 | 3  | 3 | 8  | 20  | 50 | -30  |
| 12 | Deportes La Serena   | 8  | 14 | 2  | 2 | 10 | 15  | 65 | -50  |
| 13 | Curicó Unido         | 7  | 14 | 2  | 1 | 11 | 12  | 63 | -51  |
| 14 | Cobresal             | 4  | 14 | 1  | 1 | 12 | 15  | 69 | -54  |
| 15 | Palestino            | 3  | 14 | 0  | 3 | 11 | 8   | 70 | -62  |

|  |                                      |
|  | Classificado à Libertadores de 2012. |

| Torneo Clausura 2011                          |
| Chile                                         |
| --------------------------------------------- |
| Club Social y Deportivo Colo-Colo (3º título) |

### Artilharia
| Gols | Jogador            | Time                 |
| ---- | ------------------ | -------------------- |
| 27   | Nathalie Quezada   | Colo-Colo            |
| 26   | Karen Araya        | Colo-Colo            |
| 24   | Gloria Villamayor  | Colo-Colo            |
| 20   | Veronica Riquelme  | Unión Española       |
| 20   | Maria José Urrutia | Universidad Católica |
| 19   | Valeska Arias      | Everton              |
| 16   | Bárbara Santibáñez | Colo-Colo            |
| 16   | Rebeca Fernandez   | Everton              |
| 16   | Fernanda Araya     | Universidad de Chile |